# تلمبه محمدپور محمودی موسی
تلمبه محمدپورمحمودی‌موسی، یک آبادی در دهستان استبرق از توابع بخش مرکزی شهرستان شهربابک در استان کرمان است.